# Tofskarakara
Tofskarakara (Caracara plancus) är en fågel i familjen falkar inom ordningen falkfåglar. Fram tills nyligen behandlades den som två arter, nordlig och sydlig tofskarakara.

## Utseende och läten
Karakaror är stora falkar med breda och rundade vingar. Denna art är relativt stor (49–58 cm) med fyrkantigt huvud, lång hals och långa ben. I flykten glidflyger den med något sänkta vingar och formar som ett kort med sin långa hals och långa stjärt och sina raka, breda vingar. Fjäderdräkten är karakteristisk: mörkbruna vingar med vita vingspetsar, vitt huvud med svart hjässa och vit stjärt med svart ändband. I ansiktet syns utbredd vaxhud som kan ändra färg från rött till grått. Fågeln är mestadels tystlåten, men yttrar ibland låga kväkande ljud.

## Utbredning och systematik
Tofskarakaran förekommer från södra USA söderut till Eldslandet och Falklandsöarna i Sydamerika. Den delas in i två till fyra underarter med följande utbredning:
- Caracara plancus pallidus – förekommer på Islas Marías (utanför västra Mexiko)
- Caracara plancus audubonii – förekommer i södra USA till västra Panama, Kuba och Isla de la Juventud
- Caracara plancus cheriway – förekommer i östra Panama, Colombia och Ecuador till norra Peru och från Colombia till Venezuela, Guyanaregionen och allra nordligaste Brasilien, Aruba och Trinidad[1]
- Caracara plancus plancus – förekommer i Amazonflodens avrinningsområde till östra Peru, Tierra del Fuego och Falklandsöarna

Underarterna pallidus och audubonii inkluderas ofta i cheriway. Tidigare behandlades den som två olika arter, sydlig och nordlig tofskarakara (Caracara plancus respektive Caracara cheriway) baserat på studier. Sedan 2021 har den dock slagits ihop till en och samma art efter nya studier som visar på klinal övergång mellan populationerna.
Tillfälligt har den påträffats i Jamaica. Arten har även observerats i Europa, bland annat i Sverige, men inte någonstans har det ännu bedömts sannolikt att fågeln nått dit på naturlig väg.

## Levnadssätt
Tofskarakaran hittas i halvöppna låglänta områden, från buskmarker till prärier och jordbruksbygd. Där ses den vanligen i par flyga lågt eller gå på marken på jakt efter föda. Den patrullerar ofta vägar tidigt på morgonen på jakt efter as innan gamarna börjar flyga, men tar även levande föda som insekter, fisk, reptiler, groddjur fåglar och däggdjur.

### Häckning
Boet placeras i en buske, en palm eller ett träd. Däri lägger den en till två kullar med ett till fyra ägg som ruvas i 30–33 dagar. Efter ytterligare 42–56 dagar är ungarna flygga.

## Status
Arten har ett stort utbredningsområde och beståndet anses vara stabilt. Internationella naturvårdsunionen IUCN listar den därför som livskraftig (LC). Världspopulationen uppskattas till mellan 2,5 och fem miljoner vuxna individer.